# Мирослав (Любачивский)
Миросла́в Иоа́нн Любачи́вский (укр. Мирослав Іван Любачівський; 24 июня 1914, Долина, Королевство Галиции и Лодомерии, Австро-Венгрия — 14 декабря 2000, Львов) — епископ Украинской грекокатолической церкви и украинский кардинал. Архиепископ Филадельфийский УГКЦ с 13 сентября 1979 по 27 марта 1980. Коадъютор верховного архиепископа Львовского с 27 марта 1980 по 7 сентября 1984. Предстоятель с титулом «верховный архиепископ Львовский, Митрополит Галицкий, епископ Каменецкий» с 7 сентября 1984 по 14 декабря 2000. Кардинал-священник с титулом церкви Санта-София-а-Виа-Боччеа с 25 мая 1985.

## Образование
Обучался во Львовской духовной семинарии, возглавляемой в то время Иосипом Слипым, по окончании которой 21 сентября 1938 года рукоположен митрополитом Галицким Андреем Шептицким в священники. Продолжает получать образование в Университете Инсбрука (Австрия) и швейцарском Сьоне. Затем уезжает на обучение в Рим, откуда не смог возвратиться в связи с занятием в 1939 году Западной Украины советскими войсками и последовавшей Великой Отечественной войной. Заканчивает Папский Григорианский университет. Степень доктора теологии получает в Папском Библейском институте.
В 1947 году переезжает в США, где проводит следующие 30 лет своей жизни.

## От священника к кардиналу
Служил священником в грекокатолических приходах американской украинской диаспоры. В 1967 на год возвращался в Рим, где преподавал в Папском Украинском колледже, после чего стал духовным директором украинских семинарий в Вашингтоне и Стэнфорде. 13 сентября 1979 папа Иоанн Павел II назначил Мирослава Иоанна Любачивского архиепископом Филадельфийской епархии УГКЦ в США, и 12 ноября 1979 папа Римский в сослужении с верховным архиепископом Иосифом Слипым в Соборе св. Петра в Ватикане рукоположил его в епископы, а несколькими месяцами спустя (27 марта 1980) назначил епископа Мирослава Иоанна Любачивского коадъютором (преемником) верховного архиепископа Иосифа Слипого. После смерти кардинала Слипого 7 сентября 1984 стал новым верховным архиепископом Львовским, предстоятелем УГКЦ. 25 мая 1985 возведён папой Иоанном Павлом ІІ в сан кардинала. Кардинал-священник с титулом церкви Санта-София-а-Виа-Боччеа.

## Возвращение на родину
30 марта 1991 митрополит Мирослав Иоанн возвратился во Львов, откуда руководит возрождением Украинской грекокатолической церкви на Украине. Уже через пять лет как глава до семи миллионов верующих оказался в непростой ситуации. Перед ним стояла задача духовно обновить церковь, снять напряжение во взаимоотношениях с православными, возродить различные церковные институции, обеспечить нужды священства, наладить связи с представителями власти и оправдать надежды активных мирян.
В 1995 году кардинал Любачивский заболел воспалением легких, что серьёзно повлияло на общее состояние его здоровья. В 1996 благодаря его ходатайству папа римский Иоанн Павел II признал архиерейскую хиротонию епископа Любомира Гузара (совершённую ещё 2 апреля 1977 митрополитом Иосифом Слипым, но не признанную папой Павлом VI в связи с совершением её без соответствующих согласований с ватиканскими властями); а Синод епископов УГКЦ 17 октября 1996 ввиду тяжелого состояния здоровья митрополита Мирослава Иоанна избрал епископа Любомира Гузара его помощником.
С этого времени верховный архиепископ Мирослав Иоанн, оставаясь главой УГКЦ, отошёл от активного управления ей.
Похоронен в крипте Архикафедрального Собора св. Юра во Львове.